# Scandal - Il caso Profumo
Scandal - Il caso Profumo (Scandal) è un film del 1989 diretto da Michael Caton-Jones.
Si tratta della trasposizione cinematografica d'un famoso scandalo a sfondo sessuale scoppiato sulla scena politica britannica nel 1963, che vide appunto coinvolti in una tresca il ministro della difesa John Profumo, Segretario di Stato alla guerra nel governo conservatore di Harold Macmillan, e la spogliarellista Christine Keeler, quest'ultima amante frattanto dell'addetto navale per l'ambasciata sovietica Eugenij Ivanov (ritenuto all'epoca una spia dell'URSS), e che rischiò seriamente di far cadere l'allora Governo Macmillan.
Il film è stato presentato fuori concorso al 42º Festival di Cannes.

## Trama
Il 22 marzo 1963, John Profumo rassegnò le proprie dimissioni a causa d'uno scandalo sessuale, passato appunto alle cronache come lo Scandalo Profumo, originatosi da una relazione clandestina che il politico ebbe con una giovane spogliarellista e modella, Christine Keeler, sentimentalmente coinvolta anche con Evgenij Ivanov, un militare di alto livello facente parte dell'ambasciata sovietica.
Il film fa dunque un passo a ritroso, mostrandoci l'entrata in società della giovanissima Keeler, scappata dalla povertà della sua famiglia d'origine, ed aiutata dal medico osteopata Stephen Ward, il quale fa conoscere alla Keeler il ministro Profumo, durante un house party  -  una festa in una casa di campagna dove gli ospiti si trattengono per più giorni - a Cliveden . Christine condivide le sue avventure con un'altra avvenente amica, Mandy Rice-Davies, conosciuta mentre faceva la ballerina in topless presso un locale di Soho, la quale, in seguito, riuscirà a liberarsi dallo scandalo sposandosi con un uomo d'affari israeliano.
Seguita dalla stampa, i torbidi legami di Christine con l'ambiente politico iniziano ad essere scoperti, dopo una violenta colluttazione fra due giovani, con i quali aveva una relazione, che sfocia in omicidio e che finisce sui quotidiani. Oltre alla natura adulterina della relazione di Profumo con la Keeler, lesiva per il carattere conservatore e tradizionalista del proprio partito, la tresca risulta un pericolosissimo vettore d'instabilità in termini di sicurezza nazionale per il Governo Macmillan, a causa della relazione della Keeler con Ivanov, una possibile spia sovietica, perdipiù proprio in una delle fasi più tese della Guerra Fredda. Quindi, spinto dal Segretario di gabinetto del governo, Sir Norman Brooke, a sua volta su consiglio di Roger Hollis, il capo del MI5 ( il servizio segreto britannico ), Profumo scrive alla Keeler di voler interrompere la relazione.
Nel marzo del 1963, Profumo dichiara dunque alla Camera dei Comuni che non c'era alcunché di sconveniente nei suoi incontri con la giovane Keeler e che perciò avrebbe denunciato per diffamazione chiunque avesse dichiarato pubblicamente il contrario di ciò che lui ha detto in aula, ma in seguito confessa di aver mentito nella sua deposizione in Parlamento e rassegna pertanto le dimissioni dal gabinetto, dal proprio seggio in Parlamento e dal Privy Council. Nel frattempo, la "ragazza delle feste”, così come viene descritta dalla stampa, viene interrogata per sospetto spionaggio, giudicata colpevole di falsa testimonianza e condannata a 9 mesi di prigione, mentre Ward, anch'egli sospettato di presunta complicità con Ivanov, è processato per favoreggiamento della prostituzione e finirà poi suicida in agosto.

## Colonna sonora
La colonna sonora del film contiene il brano Nothing Has Been Proved, scritto dai Pet Shop Boys per Dusty Springfield. Il brano, forte anche dell'acclamazione del film, fu uno fra i maggiori successi della Springfield, alla fine della sua carriera). Venne incluso nell'album Reputation che l'artista pubblicò nel 1990.